# Имгыт
Имгыт — река в восточной части Уватского района Тюменской области России. Протекает по Васюганской равнине. Впадает в реку Демьянка (слева, бассейн Иртыша).
Длина 304 км. Имеет большое количество притоков (240), из которых лишь 14 имеют длину свыше 10 км. Общая площадь бассейна 5980 км². В бассейне реки имеются многочисленные болота (наибольшее — Имгытское) и внутриболотистые озёра (Гнедуха, Имгытские, Катысское, Переднее, Щучье и др.).
Питание дождевое и снеговое. Половодье с середины апреля по июль с максимумом в июне; в конце лета и осенью — паводки. Замерзает в конце октября — начале ноября, вскрывается ото льда в конце апреля — начале мая.
На реке расположен единственный населённый пункт — деревня Герасимовка.

## Бассейн
(км от устья)
- Большая Березова (лв)
- 41 км: Янга (лв)
- 65 км: Большой Кулкас (пр)
  - 16 км: Малый Кулкас (лв)
- 74 км: Койма (лв)
- Муштапъега (пр)
  - Ай-Муштапъега (пр)
- Чертова (лв)
- 127 км: Большой Катыс (лв)
  - 19 км: Малый Катыс (лв)
  - Горная (пр)
  - Катыс (пр)
- Герасимовка (лв)
- 163 км: Иптияр (лв)
  - 21 км: Малый Иптияр (лв)
  - 63 км: Талмыр (пр)
- 190 км: Тепша (лв)
  - 25 км: Утис (пр)
- 201 км: река без названия (лв)
- 237 км: Листвяжка (пр)
  - Звездный (пр)
- 252 км: Горная (пр)
- Имгытский (пр)

## Данные водного реестра
По данным государственного водного реестра России относится к Иртышскому бассейновому округу, водохозяйственный участок реки — Иртыш от впадения реки Тобол до города Ханты-Мансийск (выше), без реки Конда, речной подбассейн реки — бассейны притоков Иртыша от Тобола до Оби. Речной бассейн реки — Иртыш.